# Matara (Eritreia)
Matara (ou Metera, também conhecida como Balaw Kalaw) é um importante sítio arqueológico localizado na região de Debub (Sul) da Eritreia. localizado a 136 quilômetros a sudoeste de Asmara, era uma cidade importante nos reinos de Dʿmt e Axumita. Desde a independência da Eritreia, o Museu Nacional da Eritreia solicitou ao governo da Etiópia que devolvesse artefatos removidos do local. No entanto, os esforços até agora foram rejeitados.

## Histórico

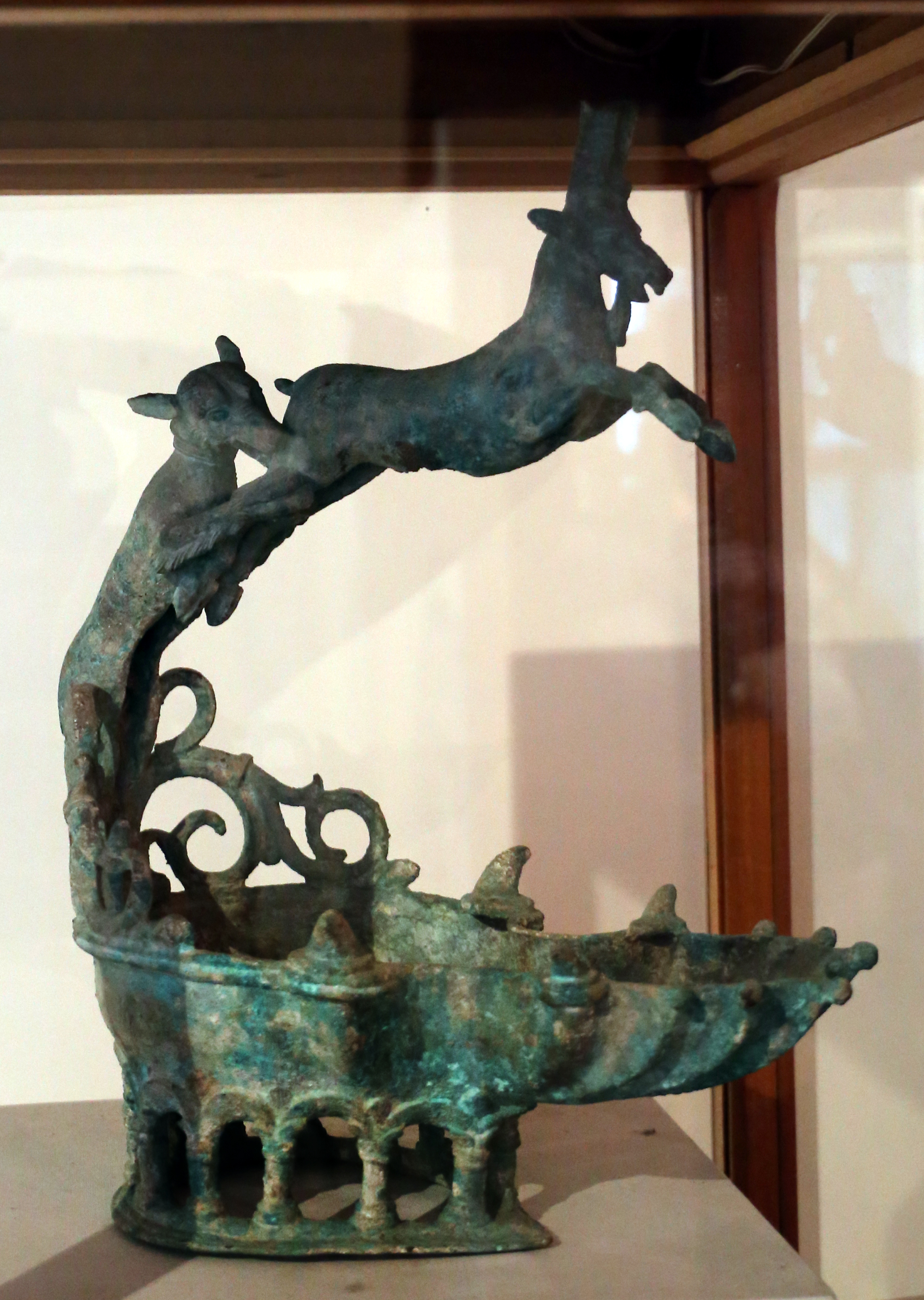
Lâmpada a óleo de bronze escavada em Matara, datada do Reino D'MT

Localizado próximo a fronteira com a região norte da Etiópia, Tigré. O sítio arqueológico já produziu evidências de vários níveis de habitação, incluindo pelo menos duas grandes cidades diferentes, cobrindo mais de 1000 anos.
As escavações realizadas por pelo arqueólogo francês Francis Anfray, a partir de 1959, estabeleceram a presença de um assentamento pré-axumita naquele local, mas não há uma compreensão abrangente do modo de vida desses moradores anteriores. Sabemos que as casas anteriores eram construídas com xisto e as ocupações axumitas posteriores às vezes usavam as paredes pré-axumita anteriores como fundações de suas casas.
As camadas superiores estão associadas ao Império Axumita e datam do século IV ao VIII. Esta cidade era aliada ou parte do poderoso império comercial centrado na capital Axum, a sudoeste. Parece que Matara era uma das cidades ao longo da rota comercial que ia de Axum à sua cidade portuária, Adulis, cujas extensas ruínas, foram pesquisadas, mas não amplamente escavadas, ficam nas proximidades de Zula, a sudeste de Maçuá, na costa do Mar Vermelho.
Existe uma vertente que tenta relacionar Matara  com os chamados locais etiopês-sabeus, como Yeha, no norte da Etiópia. Essa semelhança satisfez uma ideologia que quer indicar que comunidades como Matara e Keskese viviam no âmbito econômico, ideológico e político do Reino de Daamat e que essa ligação só começou a ser veiculada nas últimas quatro décadas na região do Corno de África.

## Arquitetura
Visível em primeiro plano, encontra-se o vasto palácio medindo cerca de 160 x 120 m, com sua parede em espiral, para alcançar os pátios e o prédio principal existiam lances de escadas exteriores. Outros edifícios do complexo eram igrejas do século VII, que também eram cercadas por muros e que refletiam a influência arquitetural das primeiras igrejas cristãs da Síria. Os edifícios que foram encontrado embaixo de suas fundações atesta uma tradição cúltica que data do período pré-cristão.
Anfray escavou tumbas, igrejas e prédios residenciais, e entre os últimos estavam casas de elite e habitações comuns. No chamado monte B havia ruínas de grandes mansões com vários quartos, três outras villas semelhantes foram descobertas. Porém, também foram encontradas ruínas de casas de apenas dois ou três quartos e outras de tamanho intermediário entre essas e as villas, sugerindo uma hierarquia social. Alguns dos residentes de Matara deviam ter uma riqueza considerável, porque foram encontrados tesouros em ourivesaria de origem romana e bizantina. Além disso, alguma sofisticação material existia pela presença de um suprimento de água encanada, provido pelo encaixe dos corpos de ânforas um dentro do outro, que serviam ao batistério da principal igreja descoberta.
Hawulti, um obelisco pré-axumita ou do início da era Axumite, está situado neste sitio arqueológico.